# Parafia św. Barbary w Bieruniu
Parafia św. Barbary – rzymskokatolicka parafia znajdująca się w Bieruniu, w dzielnicy Bieruń Nowy. Parafia należy do dekanatu Bieruń w archidiecezji katowickiej. Została erygowana 13 stycznia 1985 r. Kościół parafialny poświęcił abp Damian Zimoń w 1998 r.